# Сайко (езеро)
Сайко (на японски: 西湖, по английската Система на Хепбърн Saiko) е едно от Петте езера на Фуджи. Езерото е разположено в префектура Яманаши, Япония. Свързано е с езерата Шоджи и Мотосу чрез подпочвени води и затова и трите езера имат еднаква надморска височина – 901 m.